# 치 (단위)
치는 길이의 단위로 한 치는 한 자의 10분의 1을 뜻하며, 미터법으로 1/33 미터(약 3.03cm)에 해당한다. 촌(寸, 한어 병음: cùn)이라고도 한다. 곡식인 기장의 10배 길이라고 한다.

## 같이 보기
- 길이의 단위
- 자
- 보